# Vilard Normcharoen
Vilard Normcharoen, né le 14 juillet 1962 et mort le 7 janvier 2014 à Bangkok, est un footballeur international thaïlandais.
Il évolue aussi en équipe nationale de futsal et beach soccer, toujours au poste de gardien de but.

## Biographie
Vilard Normcharoen joue au football mais aussi à sa version sur sable et au futsal.

## Palmarès

### Individuel
- Élu meilleur gardien de la Coupe du monde en 2002

### En sélection
- Coupe du monde
  - 4e tour en 2002